# Deportivo España de San Josecito
El Club Deportiva España fue un club de fútbol de Costa Rica, con sede en el cantón de San Isidro. Fue fundado en 1960 y jugó en Tercera División y (2.ª. División B de ANAFA). 

## Historia
Fue uno de los segundos clubes de Costa Rica en formarse. Fundado en el cantón de San Isidro (Distrito de San Josecito), con el nombre de C.D. San España tuvo una larga participación en los Torneos Distritales. El Club comienza en las décadas de los 70´s a disputar los torneos amistosos y oficiales.
Entre tanto, el equipo isidreño participaba en el campeonato provincial. Véase como a la par del campeonato nacional aficionado (Federación Nacional de Fútbol), el club competía en campeonatos de la provincia de Heredia y organizaba, o apoyaba, campeonatos interdistritales.
A inicios de 1980 es que el club ingresó en el fútbol organizado de la mano de su entrenador el Señor Francisco Rodríguez. Y fueron cinco años en que el equipo militó en aquella categoría por la provincia de Heredia. Y para el campeonato 1985, que los rojos fueron los primeros campeones cantonales y regionales invictos de Tercera División de Ascenso por ANAFA por Heredia; ganándole como selección al C.D. Bravo Rafaeleño en el Estadio Eladio Rosabal Cordero, y los que disputaron el tercer lugar fueron C.D. Jorge Muñóz Corea y Los Rebeldes de Barva. Además estuvieron en esa eliminatoria el Condor de San Francisco, C.D. Yurusty de Santo Domingo, Independiente de San Joaquín, La Puebla de San Pablo de Heredia y la representación de Santa Bárbara, que con la dirección técnica de Luis Hérnandez Salazar "cova". Por segunda vez lograba su título distrital y cantonal.

## Uniforme
- Uniforme titular: Camiseta blanca y roja, pantalón rojo, medias blancas.

## Cancha de fútbol
La cancha oficial del club fue el Estadio de Concepción de San Isidro y la sede social estuvo en el mismo distrito de San Josecito.

## Ascenso
- Liga de Tercera División de Ascenso por ANAFA 1983

## Palmarés

### Torneos Nacionales
- Campeón de Copa Distrital y Cantonal (3): 1980- 82

- Campeón Nacional de Tercera División por ANAFA Heredia (1): 1985